# Grand Prix de Tennis de Lyon 1998 - Qualificazioni singolare
Le qualificazioni del singolare  del Grand Prix de Tennis de Lyon 1998 sono state un torneo di tennis preliminare per accedere alla fase finale della manifestazione. I vincitori dell'ultimo turno sono entrati di diritto nel tabellone principale. In caso di ritiro di uno o più giocatori aventi diritto a questi sono subentrati i lucky loser, ossia i giocatori che hanno perso nell'ultimo turno ma che avevano una classifica più alta rispetto agli altri partecipanti che avevano comunque perso nel turno finale.
Le qualificazioni del torneo Grand Prix de Tennis de Lyon 1998 prevedevano 32 partecipanti di cui 4 sono entrati nel tabellone principale.

## Teste di serie
1. Marc-Kevin Goellner (primo turno)
2. Diego Nargiso (primo turno)
3. Brian MacPhie (secondo turno)
4. Grant Stafford (ultimo turno)

1. David Nainkin (ultimo turno)
2. Richey Reneberg (Qualificato)
3. Tomás Carbonell (secondo turno)
4. Stéphane Huet (Qualificato)

## Qualificati
1. Stéphane Huet
2. Olivier Delaître

1. Danny Sapsford
2. Richey Reneberg

## Tabellone

### Legenda
| - Q = Qualificato - WC = Wild card - LL = Lucky loser | - ALT = Alternate - SE = Special Exempt - PR = Protected Ranking | - w/o = Walkover - r = Ritirato - d = Squalificato |

### Sezione 1
|  | Primo turno       | Primo turno         | Primo turno   | Primo turno | Primo turno |  |  | Secondo turno   | Secondo turno   | Secondo turno | Secondo turno | Secondo turno |   |   | Ultimo turno | Ultimo turno   | Ultimo turno   | Ultimo turno | Ultimo turno |  |
|  |                   |                     |               |             |             |  |  |                 |                 |               |               |               |   |   |              |                |                |              |              |  |
|  |                   | Stéphane Simian     | 6             | 6           | 6           |  |  |                 |                 |               |               |               |   |   |              |                |                |              |              |  |
|  | 1                 | Marc-Kevin Goellner | 2             | 7           | 3           |  |  | Stéphane Simian | Stéphane Simian | 7             | 1             | 2             |   |   |              |                |                |              |              |  |
|  | Julien Chauvin    | Julien Chauvin      | 2             | 6           | 6           |  |  | Julien Chauvin  | Julien Chauvin  | 6             | 6             | 6             |   |   |              |                |                |              |              |  |
|  | Philippe Pasquier | Philippe Pasquier   | 6             | 4           | 2           |  |  |                 |                 |               |               |               |   |   |              | Julien Chauvin | Julien Chauvin | 1            | 3            |  |
|  | Julien Varlet     | Julien Varlet       | Julien Varlet | 6           | 6           |  |  |                 |                 | 8             | Stéphane Huet | Stéphane Huet | 6 | 6 |              |                |                |              |              |  |
|  | Pier Gauthier     | Pier Gauthier       | Pier Gauthier | 2           | 2           |  |  |                 | Julien Varlet   | 7             | 6             | 0             |   |   |              |                |                |              |              |  |
|  | 8                 | Stéphane Huet       | 5             | 6           | 6           |  |  | 8               | Stéphane Huet   | 5             | 7             | 6             |   |   |              |                |                |              |              |  |
|  |                   | Axel Pretzsch       | 7             | 4           | 4           |  |  |                 |                 |               |               |               |   |   |              |                |                |              |              |  |

### Sezione 2
|  | Primo turno       | Primo turno       | Primo turno       | Primo turno | Primo turno |  |  | Secondo turno    | Secondo turno    | Secondo turno    | Secondo turno  | Secondo turno  |   |   | Ultimo turno     | Ultimo turno     | Ultimo turno     | Ultimo turno | Ultimo turno |  |
|  |                   |                   |                   |             |             |  |  |                  |                  |                  |                |                |   |   |                  |                  |                  |              |              |  |
|  |                   | Olivier Delaître  | Olivier Delaître  | 7           | 6           |  |  |                  |                  |                  |                |                |   |   |                  |                  |                  |              |              |  |
|  | 2                 | Diego Nargiso     | Diego Nargiso     | 5           | 1           |  |  | Olivier Delaître | Olivier Delaître | Olivier Delaître | 6              | 6              |   |   |                  |                  |                  |              |              |  |
|  | Cedric Lenoir     | Cedric Lenoir     | Cedric Lenoir     | 6           | 6           |  |  | Cedric Lenoir    | Cedric Lenoir    | Cedric Lenoir    | 3              | 3              |   |   |                  |                  |                  |              |              |  |
|  | Arnaud L'official | Arnaud L'official | Arnaud L'official | 0           | 1           |  |  |                  |                  |                  |                |                |   |   | Olivier Delaître | Olivier Delaître | Olivier Delaître | 6            | 6            |  |
|  | Julien Boutter    | Julien Boutter    | 3                 | 6           | 6           |  |  |                  |                  | Julien Boutter   | Julien Boutter | Julien Boutter | 4 | 3 |                  |                  |                  |              |              |  |
|  | Dušan Vemić       | Dušan Vemić       | 6                 | 4           | 3           |  |  |                  | Julien Boutter   | 6                | 4              | 6              |   |   |                  |                  |                  |              |              |  |
|  | 7                 | Tomás Carbonell   | Tomás Carbonell   | 6           | 6           |  |  | 7                | Tomás Carbonell  | 2                | 6              | 3              |   |   |                  |                  |                  |              |              |  |
|  |                   | Thomas Dupre      | Thomas Dupre      | 3           | 0           |  |  |                  |                  |                  |                |                |   |   |                  |                  |                  |              |              |  |

### Sezione 3
|  | Primo turno           | Primo turno           | Primo turno           | Primo turno | Primo turno |  |  | Secondo turno | Secondo turno  | Secondo turno  | Secondo turno | Secondo turno |   |   | Ultimo turno | Ultimo turno   | Ultimo turno | Ultimo turno | Ultimo turno |  |
|  |                       |                       |                       |             |             |  |  |               |                |                |               |               |   |   |              |                |              |              |              |  |
|  | 3                     | Brian MacPhie         | 3                     | 6           | 6           |  |  |               |                |                |               |               |   |   |              |                |              |              |              |  |
|  |                       | Charles Auffray       | 6                     | 4           | 4           |  |  | 3             | Brian MacPhie  | Brian MacPhie  | 6             | 3             |   |   |              |                |              |              |              |  |
|  | Danny Sapsford        | Danny Sapsford        | Danny Sapsford        | 6           | 7           |  |  |               | Danny Sapsford | Danny Sapsford | 7             | 6             |   |   |              |                |              |              |              |  |
|  | Paul Kilderry         | Paul Kilderry         | Paul Kilderry         | 0           | 5           |  |  |               |                |                |               |               |   |   |              | Danny Sapsford | 6            | 6            | 7            |  |
|  | Julien Cuaz           | Julien Cuaz           | Julien Cuaz           | 7           | 6           |  |  |               |                | 5              | David Nainkin | 7             | 1 | 6 |              |                |              |              |              |  |
|  | Charles-Edouard Maria | Charles-Edouard Maria | Charles-Edouard Maria | 5           | 3           |  |  |               | Julien Cuaz    | 3              | 7             | 4             |   |   |              |                |              |              |              |  |
|  | 5                     | David Nainkin         | David Nainkin         | 7           | 6           |  |  | 5             | David Nainkin  | 6              | 5             | 6             |   |   |              |                |              |              |              |  |
|  |                       | Jerome Hanquez        | Jerome Hanquez        | 6           | 4           |  |  |               |                |                |               |               |   |   |              |                |              |              |              |  |

### Sezione 4
|  | Primo turno       | Primo turno            | Primo turno            | Primo turno | Primo turno |  |  | Secondo turno | Secondo turno   | Secondo turno   | Secondo turno   | Secondo turno |   |   | Ultimo turno | Ultimo turno   | Ultimo turno | Ultimo turno | Ultimo turno |  |
|  |                   |                        |                        |             |             |  |  |               |                 |                 |                 |               |   |   |              |                |              |              |              |  |
|  | 4                 | Grant Stafford         | Grant Stafford         | 6           | 7           |  |  |               |                 |                 |                 |               |   |   |              |                |              |              |              |  |
|  |                   | Jean-François Bachelot | Jean-François Bachelot | 4           | 5           |  |  | 4             | Grant Stafford  | Grant Stafford  | 6               | 6             |   |   |              |                |              |              |              |  |
|  | Joshua Eagle      | Joshua Eagle           | Joshua Eagle           | 6           | 6           |  |  |               | Joshua Eagle    | Joshua Eagle    | 2               | 4             |   |   |              |                |              |              |              |  |
|  | Jean-René Lisnard | Jean-René Lisnard      | Jean-René Lisnard      | 2           | 2           |  |  |               |                 |                 |                 |               |   |   | 4            | Grant Stafford | 3            | 6            | 6            |  |
|  | Kevin Ullyett     | Kevin Ullyett          | Kevin Ullyett          | 6           | 6           |  |  |               |                 | 6               | Richey Reneberg | 6             | 3 | 7 |              |                |              |              |              |  |
|  | Slimane Saoudi    | Slimane Saoudi         | Slimane Saoudi         | 4           | 1           |  |  |               | Kevin Ullyett   | Kevin Ullyett   | 5               | 3             |   |   |              |                |              |              |              |  |
|  | 6                 | Richey Reneberg        | Richey Reneberg        | 6           | 6           |  |  | 6             | Richey Reneberg | Richey Reneberg | 7               | 6             |   |   |              |                |              |              |              |  |
|  |                   | Olivier Tauma          | Olivier Tauma          | 3           | 3           |  |  |               |                 |                 |                 |               |   |   |              |                |              |              |              |  |